# Alfredo Stroessner
Alfredo Stroessner (3. listopadu 1912, Encarnación – 16. srpna 2006, Brasília) byl paraguayský armádní důstojník a diktátor, prezident země, v letech 1954 až 1989. Období jeho vlády je výjimečné svou délkou, kterou ve 20. století překonali jen Fidel Castro na Kubě (1959–2008), Enver Hodža v Albánii (1944–1985), Francisco Franco ve Španělsku (1939–1975), António Salazar v Portugalsku (1932–1968), Todor Živkov v Bulharsku (1954–1989) a Kim Ir-sen v Severní Koreji (1948–1994).

## Mládí
Stroessnerův otec se jmenoval Hugo Stroessner, do Paraguaye emigroval z Německa a pracoval jako účetní v pivovaru. Matka se jmenovala Heriberta Matiauda a pocházela z bohaté paraguayské rodiny.
V roce 1929 vstoupil Alfredo Stroessner do paraguayské armády, v roce 1931 získal hodnost poručíka. Během války o Chaco (1932–1935) sloužil jako dělostřelecký důstojník. Po skončení války byl postupně povyšován až se v roce 1948 stal brigádním generálem. Byl to nejmladší důstojník s generálskou hodností v Jižní Americe, v tomto ohledu nebyl dodnes překonán.

## Politická kariéra
Stroessner se postavil proti záměru prezidenta Federica Cháveze ozbrojit národní policii a 4. května 1954 provedl puč, kterým ho svrhl. Po krátkém úřadování Tomáse Romera byl Stroessner jediným kandidátem ve výjimečných volbách 11. července, které měly dokončit Chávezovo volební období. Následně započala jeho vojenská diktatura. Byl zvolen celkem osmkrát: v letech 1958, 1963, 1968, 1973, 1978, 1983 a 1988. V roce 1958 byl jediným kandidátem, během dalších, evidentně zmanipulovaných, voleb vždy zvítězil vysokým rozdílem (většinou „získal“ více než 80 % hlasů). Ve funkci byl 35 let, v Latinské Americe ho během 20. století překonal jen Fidel Castro.
Brzy po nástupu do úřadu vyhlásil Stroessner výjimečný stav a zrušil ústavní svobody. Stav se obnovoval každých 90 dní po zbytek jeho volebního období a rušil se jen během voleb. Jako vášnivý antikomunista to ospravedlňoval jako nutné opatření pro ochranu země. Díky svým pravicovým postojům byl Stroessner spojencem USA po většinu své vlády. Dobré vztahy s USA trvaly až do nástupu Carterovy administrativy, která měla velký odpor k potlačování lidských práv. Stejný postoj vůči Stroessnerovi zaujal i Ronald Reagan.
Jako vůdce strany Colorado měl Stroessner téměř absolutní kontrolu nad politickou scénou v zemi. Přesto, že byly opoziční strany v roce 1962 povoleny, tak prakticky zůstala Paraguay zemí s vládou jediné strany až do Stroessnerova pádu v roce 1989. Volby byly manipulovány takovým způsobem ve prospěch strany Colorado, že opozice neměla žádnou šanci na vítězství.
Paraguay zažila pod Stroessnerovým vedením více stability, než kdykoliv předtím, ale vládní respektování a dodržování lidských práv bylo hodnoceno obzvlášť špatně. Stroessner podporoval americkou invazi do Dominikánské republiky (1965) a dokonce nabídl vojenskou pomoc při válce ve Vietnamu. Vnitropoliticky je jeho režim vinen z mučení, únosů a korupce, o kterých svědčí „Archivy teroru“, které byly v roce 1992 objeveny na předměstí Asuncionu. Postupem času začal Strossner více tolerovat politickou opozici, ale na základním charakteru jeho režimu se nic nezměnilo.
V době jeho vlády byla provedena genocida původních obyvatel Paraguaye.
Během Stroessnerovy vlády nebyla v Paraguayi jediná ambasáda, která by patřila komunistickým zemím, jedinou výjimkou byla Jugoslávie. Stroessner byl také oceňován za splácení půjček, které Paraguayi poskytla Světová banka a jiné instituce.
Stroessner byl energickým vůdcem, vstával ve 4 hodiny ráno, první rozkazy dával už z postele. Do prezidentského paláce vyrážel ne později, než v 6 hodin. Během dne si bral tříhodinovou přestávku, s prací obvykle končil až kolem půlnoci. Během doby, kdy vykonával prezidentský úřad, si nevzal ani jediný den dovolené.
Panuje názor,[čí?] že římskokatolická církev byla jediným důvodem, proč neměl Stroessner v zemi absolutní kontrolu. Během jeho vlády se postupně stupňovaly konflikty mezi vládou a církví. Návštěva papeže Jana Pavla II. v roce 1988 výrazně posílila tehdy již dost silnou opozici.

## Ekonomika
Stroessner byl známý uplatněním úspěšné hospodářské politiky, jedním z příkladů je vybudování přehrady Itaipú, tehdy největší hydroelektrárny na světě, která významně pomohla rozvoji paraguayské ekonomiky a způsobila, že během 70. let zažívala země růst HDP okolo 8 % ročně, nejvyšší v celé Latinské Americe.
Armáda a policie, jako klíčové pilíře jeho vlády, získávaly velkou část státního rozpočtu. Podle vydání časopisu Time z roku 1963[zdroj?] bylo 33 % ročního státního rozpočtu vydáváno na armádu a policii, 15 % na vzdělání a 2 % na veřejné práce.
Budování přehrady Itaipú mělo navíc za následek nucené přesídlení minimálně 80 000 lidí.
Stroessner také realizoval mnoho projektů v infrastruktuře, které zlepšily systém dálnic v zemi. Další program se týkal poskytnutí půdy vysloužilým vojákům. Každý takový voják dostal 20 hektarů zemědělské půdy za minimální cenu, podmínkou bylo využití půdy pro zemědělskou činnost. Tuto možnost využilo více než 10 000 mužů.

## Pád a exil
Dne 3. února 1989, jen pár měsíců potom, co byl podeváté zvolen prezidentem, byl Stroessner svržen pučem jenž vedl generál Andrés Rodrígues, jeho dlouholetý přítel a spolubojovník. Pouto mezi nimi bylo navíc utuženo svatbou mezi Stroessnerovým synem a Rodríguesovou dcerou. Po puči utekl Stroessner do Brazílie, kde žil v exilu po zbytek svého života, zatímco Rodrígues ho na následující 4 roky nahradil v prezidentském úřadě.
Názory na Stroessnera se mezi lidmi v Paraguayi různí, mnozí z nich k němu cítí odpor a považují ho za zkorumpovaného diktátora. Ti, co ho brání, naopak zdůrazňují politickou stabilitu a ekonomický rozvoj, který přetrvával během jeho vlády a to i přes rozsáhlé porušování lidských práv a účasti v operaci Kondor.
Stroessner zemřel 16. srpna 2006 v Brasílii, ve věku 93 let. Příčinou smrti byla mozková mrtvice. Paraguayská vláda rychle odmítla uspořádání státního pohřbu s příslušnými poctami. Krátce před smrtí se Stroessner pokoušel vrátit do země, aby mohl zemřít doma, ale byl odmítnut s tím, že bude zatčen.

## Vyznamenání
- velkokříž Řádu Karla III. – Španělsko, 1. dubna 1964[3]
- velkokříž s řetězem Řádu Isabely Katolické – Španělsko, 1973
- Bavorský řád za zásluhy – Bavorsko, 1973[4]
- velkokříž Řádu Quetzala – Guatemala, 1982
- velkokříž s řetězem Řádu osvoboditele generála San Martína – Argentina
- velkokříž Květnového řádu – Argentina
- velkokříž Řádu andského kondora – Bolívie